# محمد بخاری
محمد بخاری (حافظ ابوعبدالله محمد بن اسماعیل بن ابراهیم بن مغیرة بخاری جعفی ؛۱۹ ژوئیه ۸۱۰–۱ سپتامبر ۸۷۰) (۱۹۴–۲۵۶ ه‍.ق) معروف به بخاری، محدث و راوی حدیث ایرانی بود. او کتاب صحیح بخاری یکی از صحاح سته که ارزشمندترین کتاب حدیث از نظر اهل سنت است را نوشته‌است. در بخارا به دنیا آمد. جدش «بردیزبه یا یزدیزبه» نام داشته و یک مغ زرتشتی بوده‌است. در سن ۱۶ سالگی به مکه مسافرت نمود و تحصیل علم حدیث کرد. سپس مصر بلکه آسیای اسلامی را برای این مقصود طی کرد و چون به بخارا برگشت ششصد هزار حدیث باخود آورد، و فقط ۷۲۷۵ حدیث را معتبر دانسته در تألیف مشهور خود موسوم به صحیح بخاری جای داد. علاوه بر آن بخاری تفسیری هم بر قرآن دارد.

## زندگی‌نامه

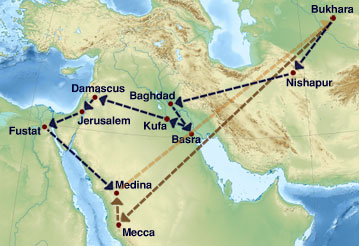
سفر بخاری به خراسان، عراق، شام و حجاز

بخاری در ۱۳ شوال ۱۹۴ هجری قمری (۲۰ ژوئیه ۸۱۰ میلادی) در شهر بخارا (یکی از شهرهای فرارود) و در زمان حکومت عباسیان متولد گردید و در روستای هرتنگ در دو فرسخی سمرقند در سال ۲۵۶ هجری وفات نمود. آرامگاه وی نیز در مسجد امام بخاری در شهر سمرقند قرار دارد. پدرش اسماعیل ابن ابراهیم، یکی از دانشمندان حدیث آن زمان بود که در دوران جوانی بخاری از جهان رفت. اخلاق بخاری زبانزد مردم بود. بخاری می‌گفت: «امیدوارم زمانی به سوی خداوند برمی‌گردم غیبت انسانی را نکرده باشم.» عبدالواحد بن آدم طواویسی می‌گوید: «پیغمبر را در خواب دیدم و جماعتی از اصحابش با او بودند در مکانی متوقف شدند. من جلو رفتم و بر ایشان سلام کردم و پیامبر جواب سلام مرا داد گفتم: «دلیل توقف شما چه بوده‌است؟» پیامبر محمد گفت: «منتظر محمدبن اسماعیل هستم.» بعد از چند روز خبر مرگ محمد بن اسماعیل به من رسید. پس از تحقیق و جستجو فهمیدم او در ساعتی فوت کرده بود که پیامبر را در خواب دیدم.

## آثار
صحیح بخاری یکی از کتاب‌های حدیث و یکی از منابع معتبر اهل سنت است که تألیف آن مدت شانزده سال به طول انجامید. اهل سنت این کتاب را یکی از صحاح سته به‌شمار می‌آورند. او نیز مانند باقی گردآورندگان کتب صحاح سته خراسانی بوده‌است. از مهم‌ترین شروح این کتاب می‌توان فتح الباری اثر حافظ بن حَجَر عَسْقَلانی را نام برد.
- - الجامع الصحیح
  - الأدب المفرد
  - رفع الیدین فی الصلاه
  - بر الوالدین
  - التاریخ الصغیر
  - خلق أفعال العباد
  - کتاب الضعفاء الکبیر
  - الجامع الکبیر
  - المسند الکبیر
  - التفسیر الکبیر
  - کتاب الاشربه
  - کتاب الهبه
  - کتاب أسامی الصحابه
  - کتاب الوحدان (کسانی که بیش از یک حدیث ندارند).
  - کتاب المبسوط
  - کتاب العلل
  - کتاب الکنی
  - کتاب الفوائد
  - کتاب سنن الفقهاء
  - کتاب الضعفاء الصغیر
  - کتاب قضایا الصحابه و التابعین